# ゾッド将軍
ゾッド将軍（英: General Zod）は、DCコミックスの出版するアメリカン・コミックス『スーパーマン』に登場する架空のスーパーヴィラン。ジョージ・パップとロバート・バーンスタインによって創造され、1961年の"Adventure Comics #283"で初登場した。

## 概要
ゾッド将軍はクリプトン政府に対する反逆者として登場した。裁判にかけられ、ファントムゾーンへ40年間の追放の刑に処せられる。ファントムゾーンで同じく捕らわれていたファオラやジャクス゠オーと結託して脱出しスーパーマンと戦う。
1988年の『Superman vol.2』で並行世界のクリプトン人として登場する。この世界ではゾッド将軍とその仲間のクリプトン人によって地球が壊滅させられており、スーパーマンは救援を求められ戦いに参加する。地球人の生き残りであるブルース・ウェインやレックス・ルーサーが防衛軍として活動していたが、その2人も戦いの末に殺されてしまう。スーパーマンは一旦は独房を作りゾッド将軍らを収監するものの、地球人が絶滅し荒廃した地球を見て、残されていたクリプトナイトを使う。ゾッド将軍はクリプトナイトの放射線を浴びて死亡する。
2001年の『Action Comics』でロシア人のゾッド将軍として登場する。正体はアフラスキンという名前のロシア人で、隕石の衝突事故に遭遇した宇宙飛行士の両親から生まれ、KGBに保護された後、実験と訓練を受けスーパーマンに対抗する兵士として育てられる。黄色い太陽を遮断するか赤い太陽を浴びると超人的な力が出せる体質になり、普段は全身を覆うスーツを着用している。ゾッド将軍がホワイトハウスを襲撃し戦闘になる。スーパーマンはゾッド将軍の首を捻って戦闘不能の状態にするが、直後にゾッド将軍は捨て身の攻撃をして死亡する。
2004年の『Superman vol.2』でスーパーマンがファントムゾーンの中に作り出した街メトロピアの住人として登場する。世界で数百万人が消失する事件が起き、事件の原因が自身が作り出した機械だと気付いたスーパーマンは自責の念に駆られながら救出へ向かう。そこでは行方不明となった人々がクリプトンの文化で暮らしていたが、ファントムゾーンに囚われていたゾッド将軍が蜂起しようとしていた。スーパーマンが事件の発端となった機械を破壊すると行方不明となっていた人々は元の世界へ戻ったが、ゾッド将軍は行方不明となる。

## スピンオフ
スーパーマン・ファミリー・アドベンチャーズ
1974年から1982年にかけて刊行されていた『スーパーマン・ファミリー』のシリーズを絵本風にアレンジした作品。
ホットドッグを作って世界征服を目論む。

## 他のメディア

### 映画
スーパーマンII/冒険篇 (1981年)
演 - テレンス・スタンプ
クリプトンに対する反逆の罪でファントムゾーンに追放されていたゾッド将軍は、スーパーマンが宇宙空間に投棄した核ミサイルの爆発の影響によってファントムゾーンから解放される。ゾッド将軍は決別したジョー=エルへの復讐のため、ジョー=エルの息子であるカル=エルがいる地球へ向かう。郊外の街を襲撃し、ホワイトハウスを占拠、次にデイリー・プラネット新聞社へ向かいスーパーマンとメトロポリスで戦いを繰り広げる。スーパーマンは無実の人々が巻き込まれるのを避けるためゾッド将軍を「孤独の要塞」へと誘い出し、装置を使って超人的な力を奪い取る。ロイス・レーンを人質に取られるが、スーパーマンは忠誠を誓うふりをしてゾッド将軍の手の骨を折り、スーパーマンに投げ飛ばされたゾッド将軍はクレバスの底へ落ち死亡する。
マン・オブ・スティール (2013年)
演 - マイケル・シャノン
クリプトン星の崩壊が迫る中、ゾッド将軍は評議会に対し反乱を起こす。ジョー=エルがクリプトン人を生み出すために必要なコデックス(Growth Codex)を盗み出し、カル=エルと一体化させロケットと共に発射させたため、ゾッド将軍は咄嗟にジョー=エルを刺殺する。反乱軍は制圧され、ゾッド将軍は崩壊を目前にしてもなお淡々と裁判を行う評議会を罵倒した後にファントムゾーンへ追放されるが、クリプトン星の崩壊とともに解放される。崩壊以前に移住していた他のクリプトン人がいる惑星へ向かうが、どの惑星もクリプトン人の復興に失敗していた。成長したカル=エル(クラーク・ケント)が地球に漂着した宇宙船を起動させたことで、ゾッド将軍はそのシグナルを辿り地球へ向かう。地球の環境を無差別に破壊しクリプトン人用にテラフォーミングしようとするが、スーパーマンに阻止される。復興の手段を失ったゾッド将軍はスーパーマンとメトロポリスで戦いを繰り広げる。ゾッド将軍が無関係の地球人を焼き殺そうとしたため、スーパーマンにゾッド将軍は首の骨を折られ死亡する。
バットマン vs スーパーマン ジャスティスの誕生
演 - マイケル・シャノン（正確にはダミー人形）
メトロポリスの戦いの後に遺体はレックス・ルーサーJr.によって宇宙船と一緒に回収され研究材料にされていた。ルーサー.Jrの遺伝子と掛け合わせて蘇生したことでドゥームズ・デイとなってしまう。
ザ・フラッシュ (2023年)
演 - マイケル・シャノン
バリー・アレンが母親の死を防ぐために光速で時間を遡った結果復活。再び大軍を率いて地球に侵攻し、破壊の限りを尽くす。

### ドラマ
ヤング・スーパーマン (2001年-2011年)
演 - カラム・ブルー
SUPERGIRL/スーパーガール (2015年-現在)
演 - マーク・ギボン

### アニメ
ジャスティス・リーグ・アクション (2016年-2018年)
声 - ジェイソン・J・ルイス

### ゲーム
レゴ バットマン2 DCスーパーヒーロー (2012年)
声 - タウンゼンド・コールマン
インジャスティス:神々の激突 (2013年)
声 - ノーラン・ノース
「Injustice: Gods Among Us - Zod Fight Trailer」 - YouTube
「Injustice: Gods Among Us - Man of Steel: Zod Skin」 - YouTube
レゴ®DCスーパーヴィランズ (2018年)